# Sophie Marceau
Pour les articles homonymes, voir Marceau et Maupu.
Sophie Marceau, pseudonyme de Sophie Maupu, née le 17 novembre 1966 à Paris 15e, (Seine), est une actrice, réalisatrice et autrice française.
Révélée à l'âge de 13 ans par son rôle dans le film La Boum de Claude Pinoteau, confirmée dans La Boum 2, qui lui vaut d'être la première lauréate du César du meilleur espoir féminin, elle est depuis lors une vedette du cinéma français.

## Biographie

### Jeunesse et famille
Sophie Danièle Sylvie Maupu, née le 17 novembre 1966 à Paris 15e (Seine), est la cadette des enfants de Benoît Maupu, chauffeur routier, et de Simone née Morisset (1938-2016), employée dans un grand magasin parisien puis dans une brasserie. Son frère Sylvain, de trois ans son aîné, est très proche d'elle.
Sophie Maupu passe sa petite enfance à Chelles dans une maison avec ses parents, son frère et son cousin, puis déménage dans un appartement au 162, rue Gabriel-Péri à Gentilly, en proche banlieue parisienne.
Ses parents divorcent lorsqu'elle est âgée de 9 ans ; ils se remarieront ultérieurement.
Elle suit des études secondaires, notamment au lycée Élisa-Lemonnier dans le 12e arrondissement de Paris jusqu'en 1981-1982[réf. nécessaire].
Elle est petite-cousine de François Maupu, évêque de Verdun de 2000 à 2014.

### Révélation précoce (années 1980)

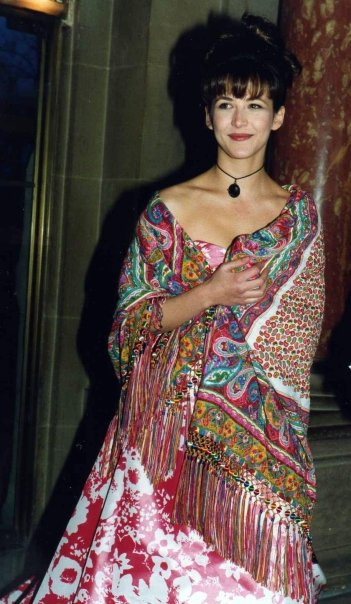
Sophie Marceau aux Molières 1993, où elle est nommée pour sa performance dans Pygmalion, de George Bernard Shaw.

Pour gagner un peu d'argent, Sophie Maupu s'inscrit dans une agence de publicité pour enfants et adolescents où elle est repérée. Après une audition passée par hasard, elle obtient en 1980, à l'âge de 13 ans, le premier rôle du film culte de Claude Pinoteau, La Boum, qui semble traverser les frontières et les générations. Le personnage de Vic, adolescente romantique et rebelle, lui apporte une célébrité immédiate. Elle reprend d'ailleurs le même rôle dans le second volet de la série, La Boum 2, en 1982, qui lui vaut le César du meilleur espoir féminin en 1983. Claude Pinoteau lui offre en 1988 le rôle de Valentine dans L'Étudiante, comédie romantique qui obtient elle aussi un franc succès.
Pendant le tournage de La Boum, Claude Pinoteau lui suggère de prendre un pseudonyme et lui propose de choisir dans une liste de noms d'avenues de Paris. Son choix se porte sur Marceau afin de conserver l'initiale de son nom de famille.
À l'âge de 16 ans, elle rachète son contrat d'exclusivité à Gaumont pour un million de francs de l'époque[réf. à confirmer] qu'elle emprunte. Elle est désormais libre de choisir ses films. Elle tourne en 1983 dans Fort Saganne, film initiatique avec Gérard Depardieu, puis dans Joyeuses Pâques, avec Jean-Paul Belmondo comme partenaire.
Après le film réalisé par Georges Lautner, elle fut choisie en 1984 pour le rôle principal dans Harem, un film réalisé par Arthur Joffé en 1985, où elle donna la réplique à Ben Kingsley. À l'époque, elle devait incarner le rôle de Diane dans le film intitulé La Favorite, un projet qui, s'il avait abouti, aurait marqué un tournant décisif dans sa carrière cinématographique. Toutefois, pour des raisons diverses et inconnues, le film ne se concrétisa pas avec Sophie et fut finalement tourné avec Nastassja Kinski.
La même année, elle est choisie par son futur compagnon, le réalisateur polonais Andrzej Żuławski, pour tenir le rôle de Mary dans le film L'Amour braque. Ce rôle tranche complètement avec ses premiers films et casse son image. Cette collaboration lui permet de faire quelques incursions remarquées dans le cinéma d'auteur, notamment en 1985 dans Police de Maurice Pialat (qui avait exigé de Gérard Depardieu qu'il lui inflige de vraies gifles) ou encore Par-delà les nuages en 1995.

### Confirmation commerciale (années 1990)
Durant les années 1990, Sophie Marceau parvient à percer à Hollywood, grâce à des rôles remarqués, tout en s'imposant comme tête d'affiche de grosses productions françaises, souvent en costumes.
En 1993, elle tient le rôle-titre de la romance Fanfan, d'Alexandre Jardin, face à Vincent Perez. Puis en 1994, elle joue dans le film de cape et d'épées La Fille de d'Artagnan, de Bertrand Tavernier.
En 1995, elle impressionne dans le blockbuster américain Braveheart, de Mel Gibson, où elle prête ses traits à Isabelle de France. Sa performance lui ouvre en grand les portes de Hollywood et marque le début d'une carrière internationale. La même année, elle joue dans le drame indépendant Par-delà les nuages, de Michelangelo Antonioni et Wim Wenders.
En 1997, elle reste en robe d'époque pour Anna Karenine, de Bernard Rose, puis le biopic français Marquise, de Véra Belmont. Elle renie le film à sa sortie.
Avec sa forte personnalité, son franc-parler choque, en particulier lorsqu'elle critique le cinéma français. Sa réputation d'avoir un caractère « difficile » lui vaut d'être délaissée par les producteurs français, même si elle est décrétée par plusieurs sondages « actrice préférée des Français ».
Si, en 1998, le film d'action américain Firelight : Le Lien secret, de William Nicholson, passe inaperçu, en 1999, elle fait l'unanimité en James Bond girl dans Le monde ne suffit pas de Michael Apted, où elle incarne la méchante principale du film, Elektra King (la fille de l'industriel Robert King).
En 2000, elle joue dans le drame intimiste La Fidélité, d'Andrzej Żuławski.
Son dernier gros film français, le thriller fantastique Belphégor, le fantôme du Louvre, de Jean-Paul Salomé, reçoit cependant un accueil tiède en 2001. La décennie suivante va ainsi être marquée par un retour vers un cinéma plus intimiste.

### Passage à la réalisation (années 2000)

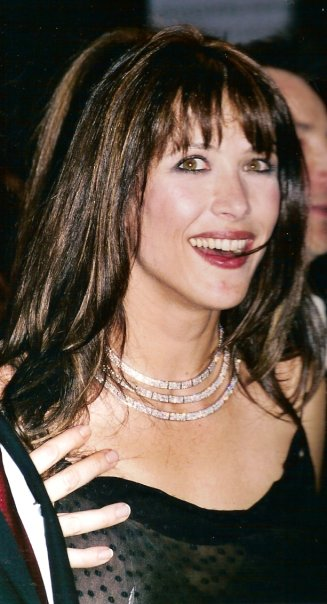
L'actrice au Festival de Cannes 2004.

En 2002, Sophie Marceau passe à la réalisation avec le drame Parlez-moi d'amour, fiction largement autobiographique auréolée du prix de la mise en scène du Festival de Montréal. Elle y dirige Judith Godrèche et Niels Arestrup.
L'année suivante, elle tient un second rôle dans la comédie romantique hollywoodienne Alex et Emma réalisée par Rob Reiner et portée par Kate Hudson et Luke Wilson. En France, elle est la tête d'affiche de la comédie Je reste !, de Diane Kurys, qui orchestre ses retrouvailles avec Vincent Perez.
En 2004, elle tient le premier rôle du film d'auteur À ce soir, de Laure Duthilleul, où elle joue une infirmière. La même année, elle tourne le thriller Anthony Zimmer, de Jérôme Salle. Elle y redevient une femme fatale, face à Yvan Attal.
En 2007, elle dévoile sa seconde réalisation, le polar La Disparue de Deauville, où elle tient un double rôle, et a pour partenaire Christophe Lambert. Il devient son compagnon à la ville et elle le retrouve pour le drame L'Homme de chevet, sorti en 2009.
Mais cette année-là, elle renoue avec le succès populaire en incarnant Anne, quadragénaire mère d'une ado rebelle de 16 ans, dans la comédie dramatique LOL, gros succès de l'année avec 3,6 millions d'entrées en France.
La même année, la réalisatrice Marina de Van la fait tourner avec Monica Bellucci dans son film Ne te retourne pas, dans le but de « ... réaliser... le portrait croisé de deux sex-symbols ». Le film est présenté au Festival de Cannes 2009, mais c'est un échec commercial.

### Comédies romantiques et drames indépendants (années 2010)

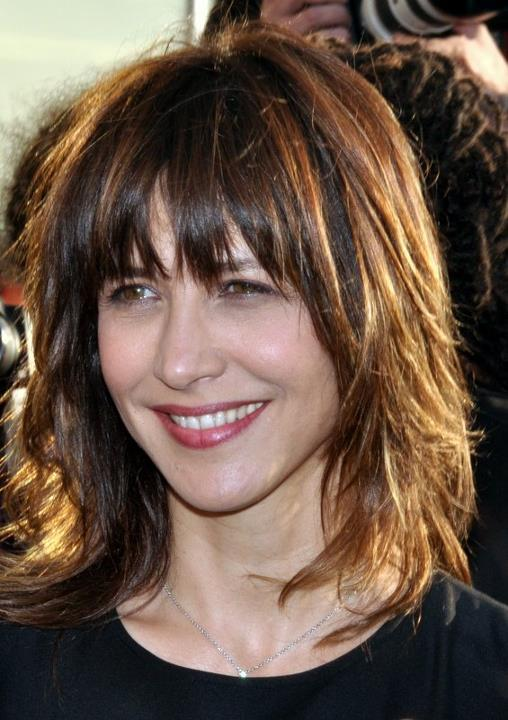
L'actrice à l'avant-première de Un bonheur n'arrive jamais seul au Festival de Cabourg 2012.

En 2010, Sophie Marceau est la tête d'affiche de la comédie dramatique L'Âge de raison, écrite et réalisée par Yann Samuell. L'année suivante, elle joue dans la comédie romantique Un bonheur n'arrive jamais seul avec Gad Elmaleh, qui obtient un joli succès à sa sortie en juin 2012.
La même année, elle est la voix-off du film documentaire La France sauvage diffusé le 29 janvier 2012 sur ARTE, puis de la série documentaire en dix épisodes du même nom diffusée du 9 au 20 avril 2012,,.
En 2013, elle partage l'affiche du thriller indépendant Arrêtez-moi, de Jean-Paul Lilienfeld, avec Miou-Miou.
L'année suivante, elle retrouve la réalisatrice Lisa Azuelos pour la romance Une rencontre, qui l'oppose à François Cluzet. Elle reste dans le registre de la romance pour Tu veux ou tu veux pas, cette fois sous la direction de Tonie Marshall et face à Patrick Bruel.
En 2015, elle fait partie du jury des longs-métrages du festival de Cannes sous la présidence de Joel et Ethan Coen, aux côtés des actrices Rossy de Palma et Sienna Miller ; de la chanteuse Rokia Traoré, de l'acteur Jake Gyllenhaal et des réalisateurs Guillermo del Toro et Xavier Dolan.
La même année, elle tourne le thriller indépendant La Taularde, qui sort l'année suivante.
En 2017, elle commence en Chine le tournage de son quatrième long-métrage comme réalisatrice, la comédie Mme Mills, une voisine si parfaite. Elle en partage aussi l'affiche avec Pierre Richard.

### Vie privée
En 1984, à dix-sept ans, Sophie Marceau entame une liaison avec le réalisateur polonais Andrzej Żuławski, de vingt-six ans son aîné, rencontré lors du Festival de Cannes 1981 trois ans auparavant. Séparés en 2001, ils ont un fils, Vincent, né le 24 juillet 1995.
En 1999, alors qu'elle tourne Le monde ne suffit pas, elle entame une liaison avec le producteur Jim Lemley[réf. nécessaire], qu'elle a croisé sur le tournage d’Anna Karenine à la fin de l’année 1996. De cette relation naît Juliette, le 13 juin 2002.
Sophie Marceau et Jim Lemley se séparent en 2007, après un coup de foudre de l'actrice pour Christophe Lambert, rencontré sur le tournage du film La Disparue de Deauville dont elle est également la réalisatrice. Christophe Lambert et l'actrice annoncent leur séparation le 11 juillet 2014.
De janvier à novembre 2016, elle est la compagne du cuisinier Cyril Lignac,. En juillet 2020 est officialisée sa relation depuis l'année précédente avec le producteur de théâtre Richard Caillat. Ils se séparent en 2022.

### Vie publique

#### Engagements
Sophie Marceau est la marraine de l'association Arc-En-Ciel, dont la vocation est de réaliser les rêves d'enfants atteints de maladies graves. Elle s'occupe également de la protection des animaux. Elle a à ce titre adopté à la SPA Leetchi, un bichon maltais.
Sophie Marceau, végétarienne, dénonce en 2018 l'élevage des poules en cage dans une vidéo de l'association L214.
En 2022, elle soutient le projet Stars & Lycéens au profit de la Croix-Rouge française : un livre réalisé pendant la pandémie de Covid-19 par des élèves de Montpellier sous la direction de leur professeur de français Patrick Loubatière.

#### Politique
En 2007, elle vote pour Nicolas Sarkozy, estimant qu'elle a voté « pour le moins pire » car elle ne voulait pas voir Ségolène Royal diriger le pays. Elle décrit cette dernière comme étant « un peu barrée ».

#### Publicité
Sophie Marceau est sous contrat[Quand ?] avec Dior pour représenter les produits Dior Beauté en Asie[source insuffisante], ainsi qu'avec le joaillier Chaumet. Elle est l'ambassadrice depuis 2014 de la marque de la DS 4 du Groupe PSA, en Asie mais surtout en Chine. En 2024, elle noue un partenariat avec Uber eats.

#### Réseaux sociaux
Sophie Marceau crée des comptes sur Twitter, Facebook et Instagram en 2015, à l'aide du community manager Benjamin Lemaire, qui l'aide à « tempérer tout ça » selon ses dires.
En janvier et août 2016, elle écrit son soutien à Jacqueline Sauvage, réclamant sa libération immédiate.
En mars, à l'occasion de la remise de la Légion d'honneur à Mohammed ben Nayef Al Saoud, elle déclare en réponse à un journaliste « voilà pourquoi j'ai refusé la Légion d'honneur ». Le président Nicolas Sarkozy lui a proposé, à l'époque, de la décorer.
Le 1er avril 2016, en pleine tourmente dans les journaux people à cause de sa relation avec Cyril Lignac, elle publie deux vidéos où elle traque et filme les paparazzis dans la rue. Quelques mois plus tard, elle invite ses abonnés à ne pas lire la presse people.
En juin, elle parodie la publicité Dior avec Charlize Theron alors qu'elle est dans le même lieu de tournage,.

#### Polémiques
Une polémique assez vive naît à la sortie de la chanson de Julien Clerc Assez Assez en 1997 (« Faut des ronds, Faut des courbes […] Et les seins de Sophie Marceau »). L'actrice a failli aller jusqu'au procès. Elle a déclaré peu après, en mai 1998 : « J’ai été atrocement gênée par ce disque. Quand je l’ai reçu chez moi, je l’ai caché. J’avais peur que mon entourage tombe dessus. J’étais mal, comme si j’avais fait une bêtise. Comme si je montrais mes seins à la radio. Les seins, c’est intime, c’est érotique, sexuel, je me suis sentie dévêtue ». L'année suivante, en 1999, Alain Souchon sort Au ras des pâquerettes où il fait aussi référence aux seins de l'actrice (« Sans les seins de Sophie Marceau. Qu'est-ce qu'on fait ? »).

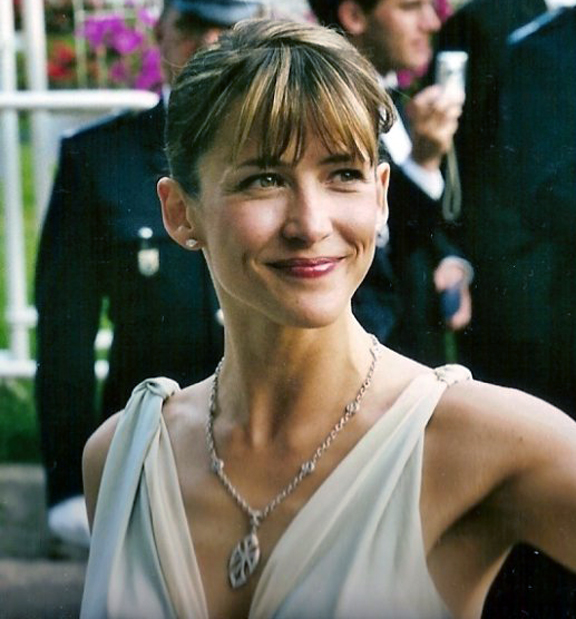
Sophie Marceau au festival de Cannes 2005.

Hormis sa popularité glanée au cinéma, Sophie Marceau a aussi acquis une réputation d'actrice souvent dénudée dans ses films. Se décrivant de nature pudique, elle révèle elle-même ce paradoxe « Je suis très pudique dans la vie. Petite, je voulais toujours mettre un soutien-gorge pour cacher la poitrine que je n'avais pas ! Au cinéma, le corps n'est plus qu'un instrument au service de l'émotion ». Apparaissant dénudée dans plus de vingt-cinq films, partiellement ou totalement, Sophie Marceau a aussi fait la une de nombreux magazines, ou posé pour des photographes de manière dénudée (comme la une de Paris Match, nue corps à corps avec l'actrice Monica Bellucci). Il est à noter aussi une habitude de la part de l'actrice pour les frasques et les accidents vestimentaires, comme au Festival de Cannes 2005 avec l'épisode du nipplegate. Alors qu'elle pose devant les photographes au bas des marches du palais, la bretelle de sa robe tombe et laisse apparaître furtivement sa poitrine. La séquence est beaucoup parodiée, notamment dans l'émission Les Guignols de l'info. En 2015, l'histoire s’est répétée lors du 68e  Festival de Cannes. Sophie Marceau a cette fois-ci dévoilé ses sous vêtements, à cause d'un courant d’air venu défaire sa jupe fendue.
Au Festival de Cannes 1999, alors qu'elle s'apprête à remettre la Palme d'or aux frères Dardenne, Sophie Marceau qui improvise son intervention, se perd en un long discours, décousu et incompréhensible, ce qui lui vaut d'être huée par une bonne partie de l'assistance et interrompue par la maîtresse de cérémonie Kristin Scott Thomas. Revenant le jour même de Cabourg, elle explique par la suite qu'elle est très bouleversée par la visite à l'hôpital pour enfants qu'elle a faite juste avant la cérémonie. Il a tellement fait sensation à l'époque que Les Guignols de l'info se sont empressés, le lendemain de la cérémonie de clôture cannoise, de lui créer une marionnette, et en étant imitée par Sandrine Alexi, le soir même.
En mars 2008, elle est invitée par Patrick Poivre d'Arvor sur le plateau de TF1 afin de parler de son dernier film Les Femmes de l'ombre. Mais elle décide de quitter brusquement les studios de la chaîne peu avant de passer sur le plateau, en apprenant que le leader du Front national, Jean-Marie Le Pen, est, lui aussi, invité à la même émission. Il n'est nullement question d'un débat sur la Résistance entre les deux invités, mais l'actrice tient à ne pas mêler la politique au cinéma. De son côté, Jean-Marie Le Pen riposte en la qualifiant de « petite péronnelle », d'« actrice peu connue » « qui cultive le navet avec assez de réussite ».
En novembre 2020, elle partage sur Facebook le film documentaire conspirationniste Hold-up, sur un complot mondial autour de la pandémie de Covid-19,.

## Filmographie

### Actrice

#### Cinéma

##### Années 1980
- 1980 : La Boum de Claude Pinoteau : Vic Beretton
- 1982 : La Boum 2 de Claude Pinoteau : Vic Beretton
- 1984 : Fort Saganne d'Alain Corneau : Madeleine de Saint-Ilette
- 1984 : Joyeuses Pâques de Georges Lautner : Julie
- 1985 : L'Amour braque d'Andrzej Żuławski : Mary
- 1985 : Police de Maurice Pialat : Noria
- 1986 : Descente aux enfers de Francis Girod : Lola Kolber
- 1988 : Chouans ! de Philippe de Broca : Céline
- 1988 : L'Étudiante de Claude Pinoteau : Valentine Ezquerra
- 1989 : Mes nuits sont plus belles que vos jours d'Andrzej Żuławski : Blanche

##### Années 1990
- 1990 : Pacific Palisades de Bernard Schmitt : Bernadette
- 1991 : Pour Sacha d'Alexandre Arcady : Laura
- 1991 : La Note bleue d'Andrzej Żuławski : Solange Sand
- 1993 : Fanfan d'Alexandre Jardin : Fanfan
- 1994 : La Fille de d'Artagnan de Bertrand Tavernier : Éloïse d'Artagnan
- 1995 : Braveheart de Mel Gibson : Isabelle de France
- 1995 : Par-delà les nuages de Michelangelo Antonioni et Wim Wenders
- 1997 : Anna Karénine de Bernard Rose : Anne Karénine
- 1997 : Marquise de Véra Belmont : Marquise du Parc
- 1998 : Firelight, le lien secret de William Nicholson : Élisabeth Laurier
- 1999 : Une fille qui a du chien (Lost & Found) de Jeff Pollack : Lila Dubois
- 1999 : Le Songe d'une nuit d'été (A Midsummer Night's Dream) de Michael Hoffman : Hippolyta
- 1999 : Le monde ne suffit pas (The World is not enough) de Michael Apted : Elektra King

##### Années 2000
- 2000 : La Fidélité d'Andrzej Żuławski : Clélia
- 2001 : Belphégor, le fantôme du Louvre de Jean-Paul Salomé : Lisa/Belphégor
- 2003 : Les Clefs de bagnole de Laurent Baffie : le clap de début
- 2003 : Alex et Emma de Rob Reiner : Pauline Delacroix
- 2003 : Je reste ! de Diane Kurys : Marie-Dominique Delpire
- 2004 : À ce soir de Laure Duthilleul : Nelly
- 2005 : Anthony Zimmer de Jérôme Salle : Chiara Manzoni
- 2007 : La Disparue de Deauville de Sophie Marceau : Lucie/Victoria
- 2008 : Les Femmes de l'ombre de Jean-Paul Salomé : Louise
- 2009 : De l'autre côté du lit de Pascale Pouzadoux : Ariane
- 2009 : LOL de Lisa Azuelos : Anne
- 2009 : Ne te retourne pas de Marina de Van : Jeanne
- 2009 : L'Homme de chevet d'Alain Monne : Muriel

##### Années 2010
- 2010 : L'Âge de raison de Yann Samuell : Margaret
- 2012 : Un bonheur n'arrive jamais seul de James Huth : Charlotte Posche
- 2012 : Le Cerveau d'Hugo de Sophie Révil : Avec la voix de
- 2013 : Arrêtez-moi de Jean-Paul Lilienfeld : La coupable
- 2014 : Une rencontre de Lisa Azuelos : Elsa
- 2014 : Tu veux ou tu veux pas de Tonie Marshall : Judith Chabrier
- 2016 : La Taularde d'Audrey Estrougo : Mathilde Leroy
- 2018 : Mme Mills, une voisine si parfaite de Sophie Marceau : Hélène

##### Années 2020
- 2021 : Tout s'est bien passé de François Ozon : Emmanuèle Bernheim
- 2021 : The Curse of Turandot de Zheng Xiaolong : reine de Malvia
- 2022 : Une femme de notre temps de Jean-Paul Civeyrac : Juliane Verbeke[50],[51]
- 2022 : I Love America de Lisa Azuelos : Lisa
- 2023 : Le Clan de Éric Fraticelli : Elle-même
- 2026 : LOL 2.0 de Lisa Azuelos : Anne

#### Télévision
- 2010 : Sophie Marceau, collection Empreintes de Laure Duthilleul (documentaire, saison 4 épisode 5) : elle-même[52]
- 2011 : Belmondo, itinéraire… de Vincent Perrot et Jeff Domenech (documentaire) : témoignage
- 2015 : Une histoire d'âme, téléfilm de Bénédicte Acolas, d'après un texte d'Ingmar Bergman : Viktoria d'après la pièce de théâtre éponyme jouée en 2011.

#### Doublage

##### Cinéma (films d'animation)

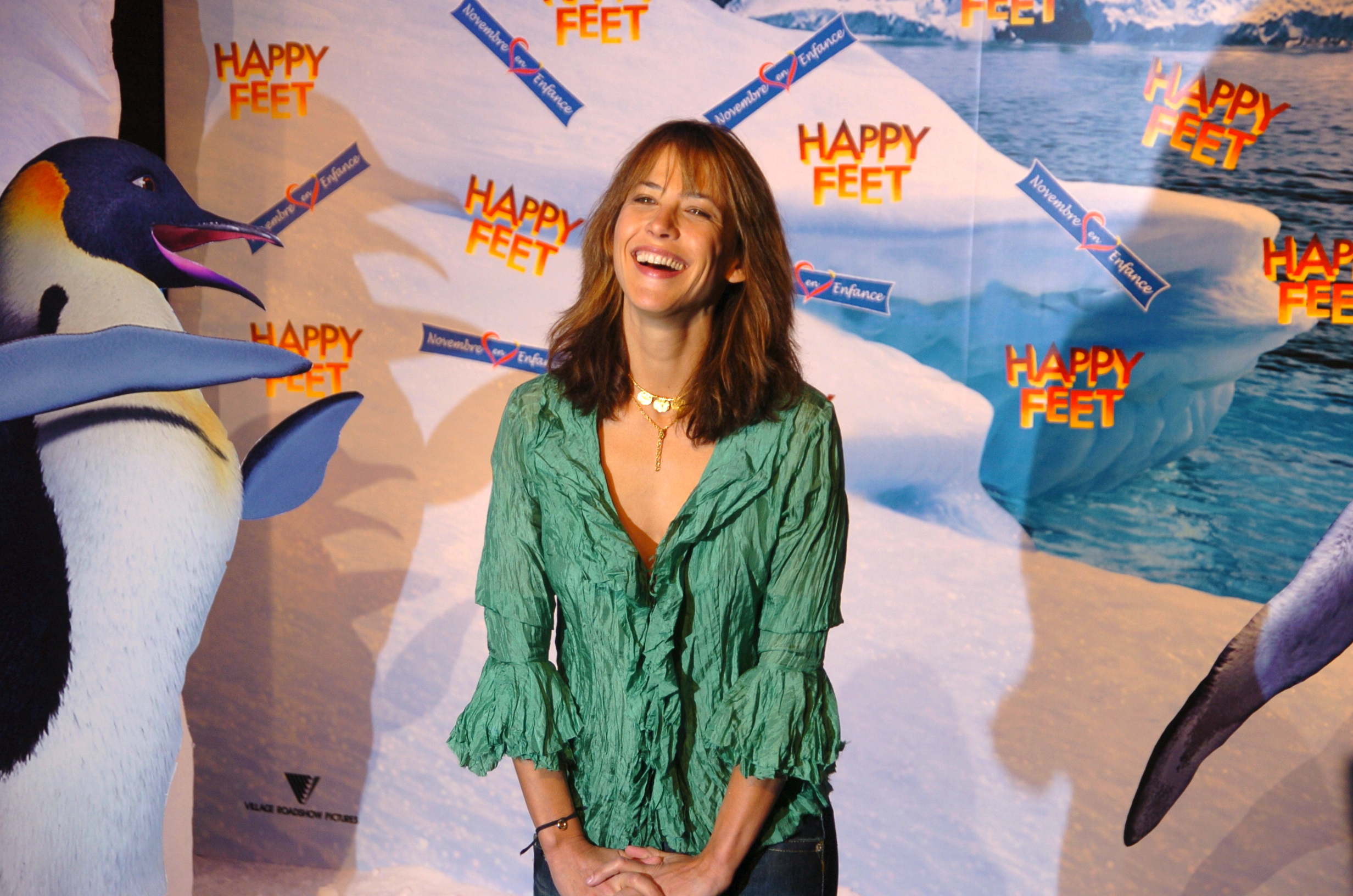
Sophie Marceau le 26 novembre 2006 à l'avant-première parisienne du film d'animation Happy Feet.

- Sophie Marceau le 26 novembre 2006 à l'avant-première parisienne du film d'animation Happy Feet.2006 : Happy Feet de George Miller : Norma Jean[53]
- 2011 : Happy Feet 2 : Norma Jean[53]
- 2020 : Notre Dame de Paris, L'Epreuve des Siècles (voix off)

##### Télévision
- 2015 : La nature parle : Sophie Marceau est mère nature (documentaire) : voix off

### Réalisatrice
- 1995 : L'Aube à l'envers (court-métrage)
- 2002 : Parlez-moi d'amour, prix de la mise en scène à Montréal.
- 2007 : La Disparue de Deauville
- 2018 : Mme Mills, une voisine si parfaite

### Publicité
- 1986 : LUX (Savon de toilette)
- 1996 : Guerlain
- 2001 : La Fête du Cinéma
- 2003 : Chaumet - Égérie des collections de haute joaillerie
- 2011 : Anti pauvreté (Etats-Unis): The F word
- 2014 : Groupe PSA - Ambassadrice des modèles DS 4, DS 5 et DS 6 (principalement pour le marché asiatique)
- 2015 : Chaumet - Campagne "Lignes de vie"
- 2024 : Uber Eats[54]

### Box-office
| Titre                           | Année | Réalisateur        | Nombre d'entrées |
| ------------------------------- | ----- | ------------------ | ---------------- |
| La Boum                         | 1980  | Claude Pinoteau    | 4 378 430        |
| La Boum 2                       | 1982  | Claude Pinoteau    | 4 071 585        |
| Fort Saganne                    | 1984  | Alain Corneau      | 2 157 812        |
| Joyeuses Pâques                 | 1984  | Georges Lautner    | 3 428 899        |
| Police                          | 1985  | Maurice Pialat     | 1 830 970        |
| Chouans !                       | 1988  | Philippe de Broca  | 1 634 971        |
| L'Étudiante                     | 1988  | Claude Pinoteau    | 1 583 100        |
| La Fille de d'Artagnan          | 1994  | Bertrand Tavernier | 1 495 607        |
| Braveheart                      | 1995  | Mel Gibson         | 1 228 182        |
| Le monde ne suffit pas          | 1999  | Michael Apted      | 3 590 441        |
| Belphégor, le fantôme du Louvre | 2001  | Jean-Paul Salomé   | 2 021 314        |
| De l'autre côté du lit          | 2008  | Pascale Pouzadoux  | 1 792 382        |
| LOL                             | 2009  | Lisa Azuelos       | 3 644 257        |
| Un bonheur n'arrive jamais seul | 2012  | James Huth         | 1 828 767        |

## Théâtre
- 1991 : Eurydice de Jean Anouilh, mise en scène Georges Wilson, Théâtre de l'Œuvre
- 1993 : Pygmalion de George Bernard Shaw, mise en scène Bernard Murat, Théâtre Hébertot
- 2011 : Une histoire d'âme d'Ingmar Bergman, mise en scène Bénédicte Acolas, Théâtre du Rond-Point, Théâtre des Célestins, Théâtre national de Nice, CDDB-Théâtre de Lorient, Théâtre du Jeu de Paume
- 2023 : La Note d'Audrey Schebat, Théâtre Bouffes Parisiens
- 2025 : La Note, en tournée en Province[55].

## Discographie
Elle chante le duo Dream in Blue avec François Valéry en 1981. La chanson obtient un grand succès au hit-parade durant l'hiver 1981-1982, et le 45 tours est certifié disque d'or pour plus de 500 000 exemplaires vendus. En 1985, elle sort un album, Certitude, écrit par Étienne Roda-Gil et Franck Langolff. Cet album et le 45 tours qui en est extrait Bérézina n'obtiennent pas le succès escompté. Toutefois, c'est en assistant à l'enregistrement de cet album que Vanessa Paradis, alors inconnue du grand public, fait la rencontre d'Étienne Roda-Gil et Franck Langolff, qui lui écrivent deux ans plus tard son premier tube Joe le taxi.
Le 30 janvier 2014, elle chante La Vie en rose d’Édith Piaf avec le chanteur chinois Liu Huan, à l'occasion du grand gala de la télévision chinoise pour le nouvel an. En 2016, elle participe au single Liberté des Enfoirés au profit des Restos du cœur.

## Publications
- 1996 : Menteuse, éditions Stock, roman qualifié de semi-autobiographique[58].
- 2023 : La Souterraine, Seghers, treize histoires et sept poèmes qui se répondent[59]. Prix Marguerite de Navarre, 2024.

## Distinctions

### Récompenses
- 1983 : César du meilleur espoir féminin pour La Boum 2
- 1991 : Molière de la révélation théâtrale pour Eurydice
- 2002 : prix de la mise en scène du Festival de Montréal pour son film Parlez-moi d'amour

### Décorations
Officière de l'ordre des Arts et des Lettres (2003) ; chevalière (14 juillet 2002).
Moins d'un an après avoir été nommée chevalier dans l'ordre des Arts et des Lettres, Sophie Marceau est promue officier à titre exceptionnel. Elle reçoit la rosette des mains de Jean-Jacques Aillagon, ministre de la Culture, qui déclare : « Pour des millions de spectateurs, vous incarnez la liberté et la révolte. Votre carrière s'inscrit dans la tradition des plus grands acteurs français, dans le sillage de Catherine Deneuve, Gérard Depardieu, Philippe Noiret ou Jean-Paul Belmondo [...] Vous êtes un modèle dans notre pays et, à l'étranger, vous incarnez l'image de la femme française parfaite et vous méritez pour cela la gratitude de la République ».
En mars 2016, elle annonce avoir refusé la Légion d'honneur.